# 六合夜市

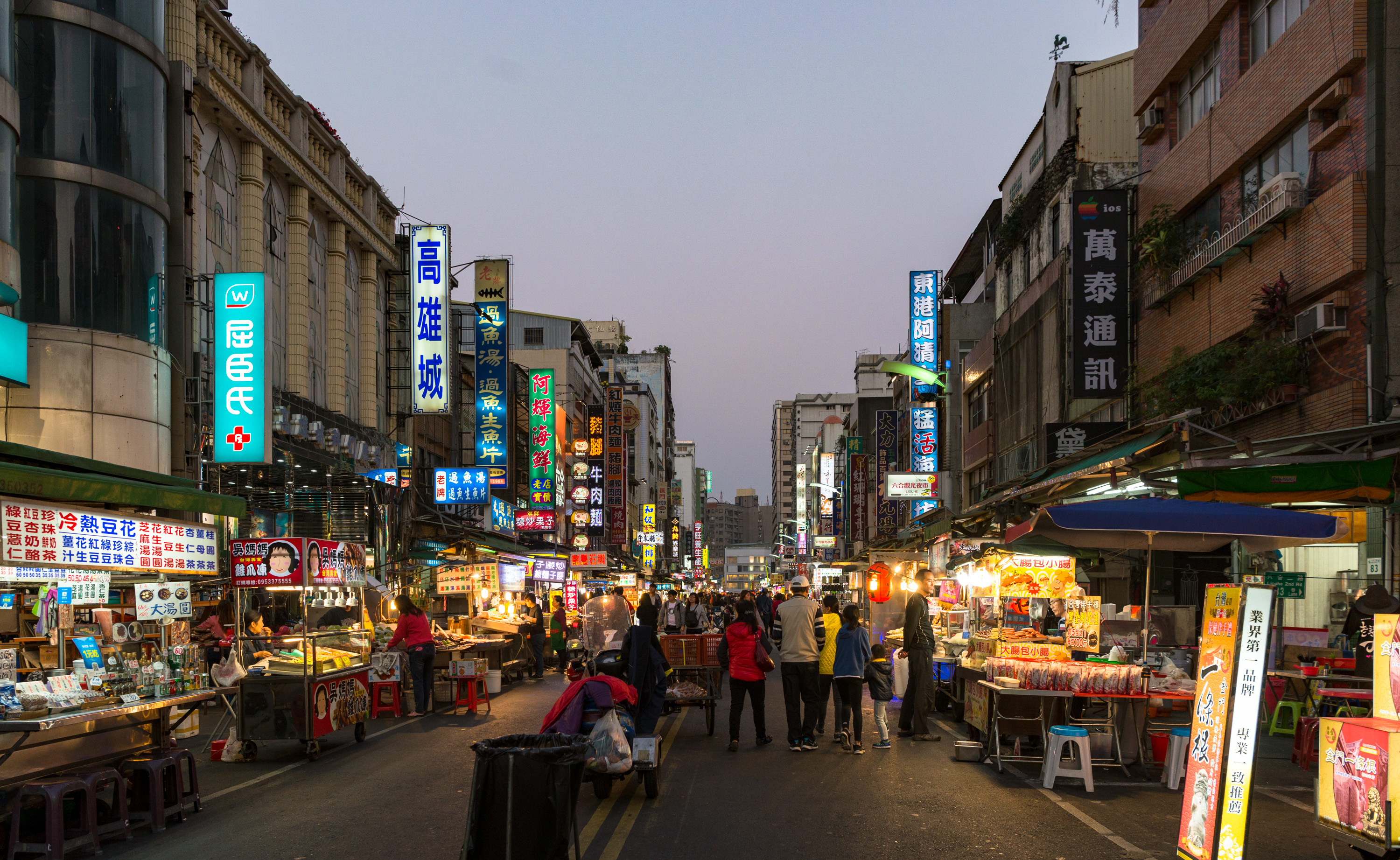
六合夜市（2018年）

六合夜市（ろくごうよいち、英語: Liuhe Night Market）は、中華民国台湾高雄市新興区六合二路に位置する、高雄市最大の観光夜市。

## 概要
1950年代、現在の高雄市新興区大港埔近くの空き地に小吃の屋台が出店し始め、その数を徐々に増やしていったことから、大港埔夜市と呼ばれるようになった。その後、さらに出店数は増え続け、名前を現在の六合夜市と変え、現在では138の屋台が軒を連ねている。1987年以降、夜市の一角は毎晩18時から翌日2時までの間歩行者天国となっている。2010年、台湾の交通部観光局が選ぶ「最も魅力のある夜市」に、台北の士林夜市とともに選ばれた。

## 交通アクセス
鉄道
- 高雄捷運美麗島駅より徒歩1分。
- 台鉄高雄駅より中山路→六合路徒歩約10分。

## 写真集

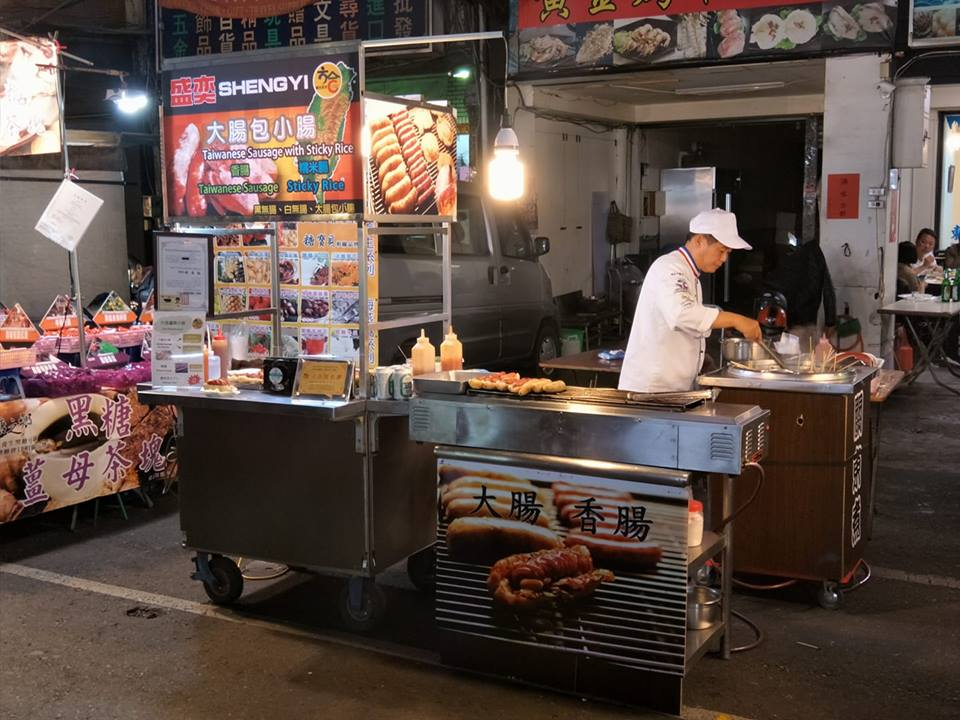
シェンイもち米サブサンド(Sheng Yi Taiwanese sausage with sticky rice)
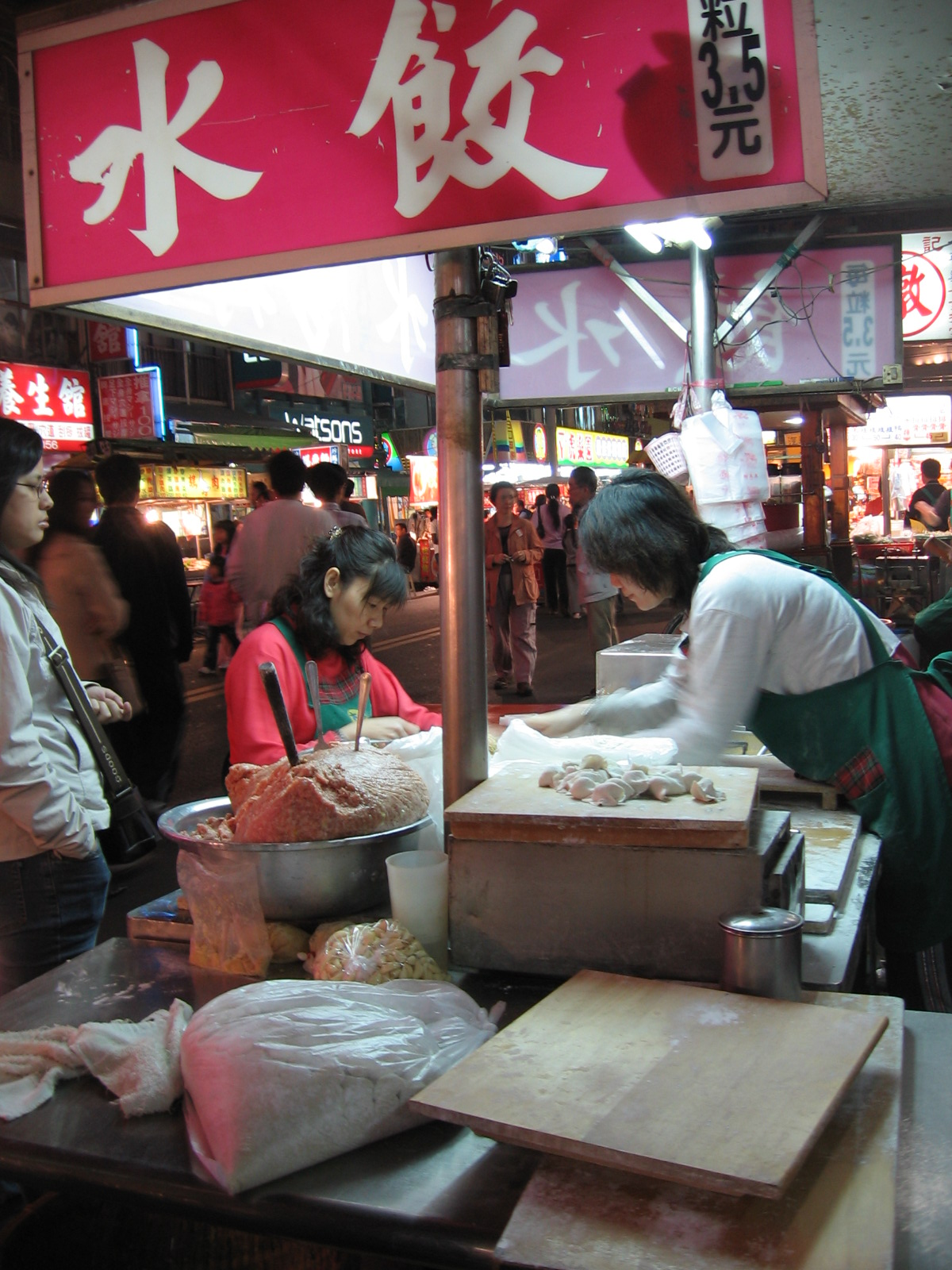
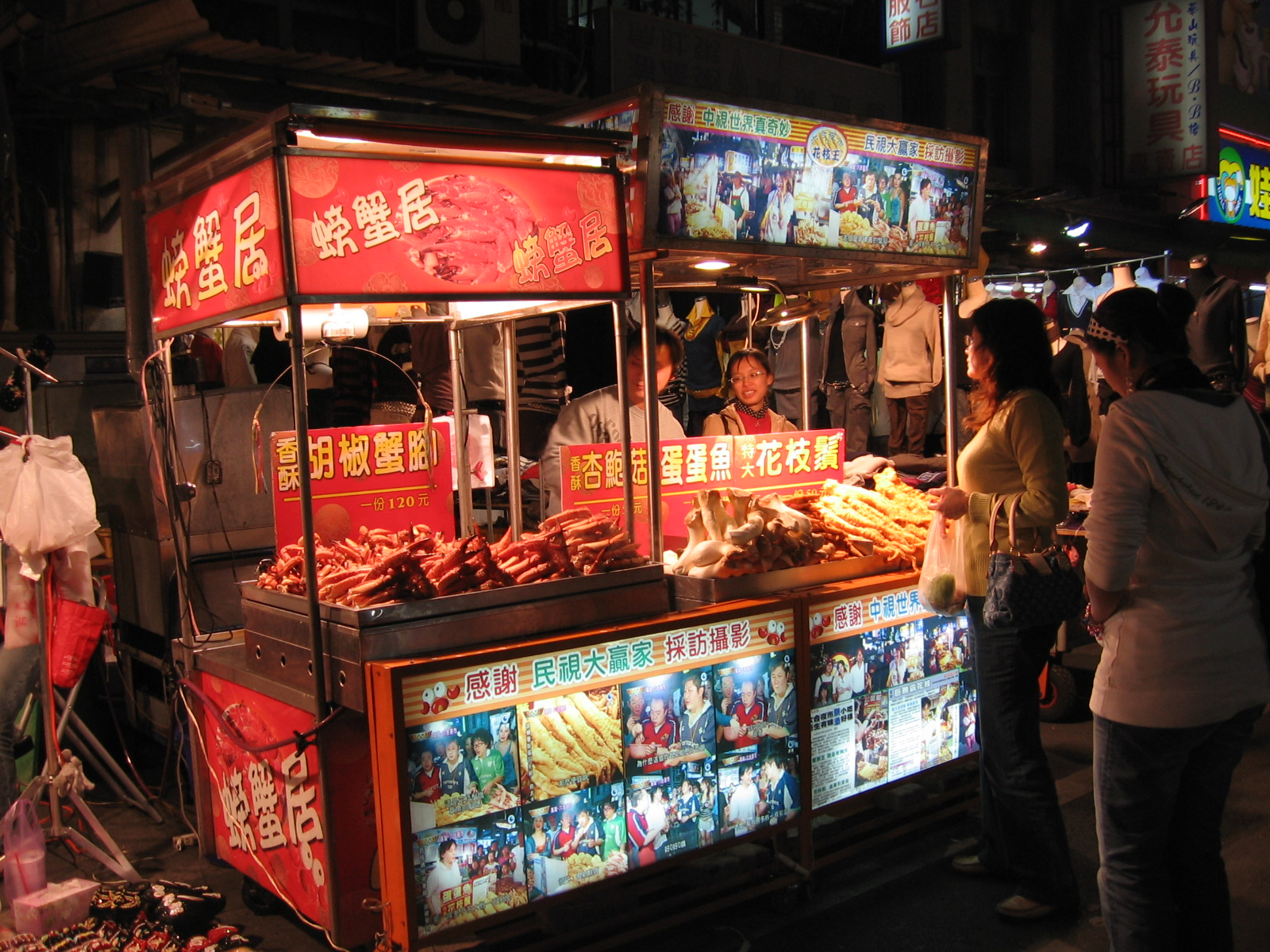
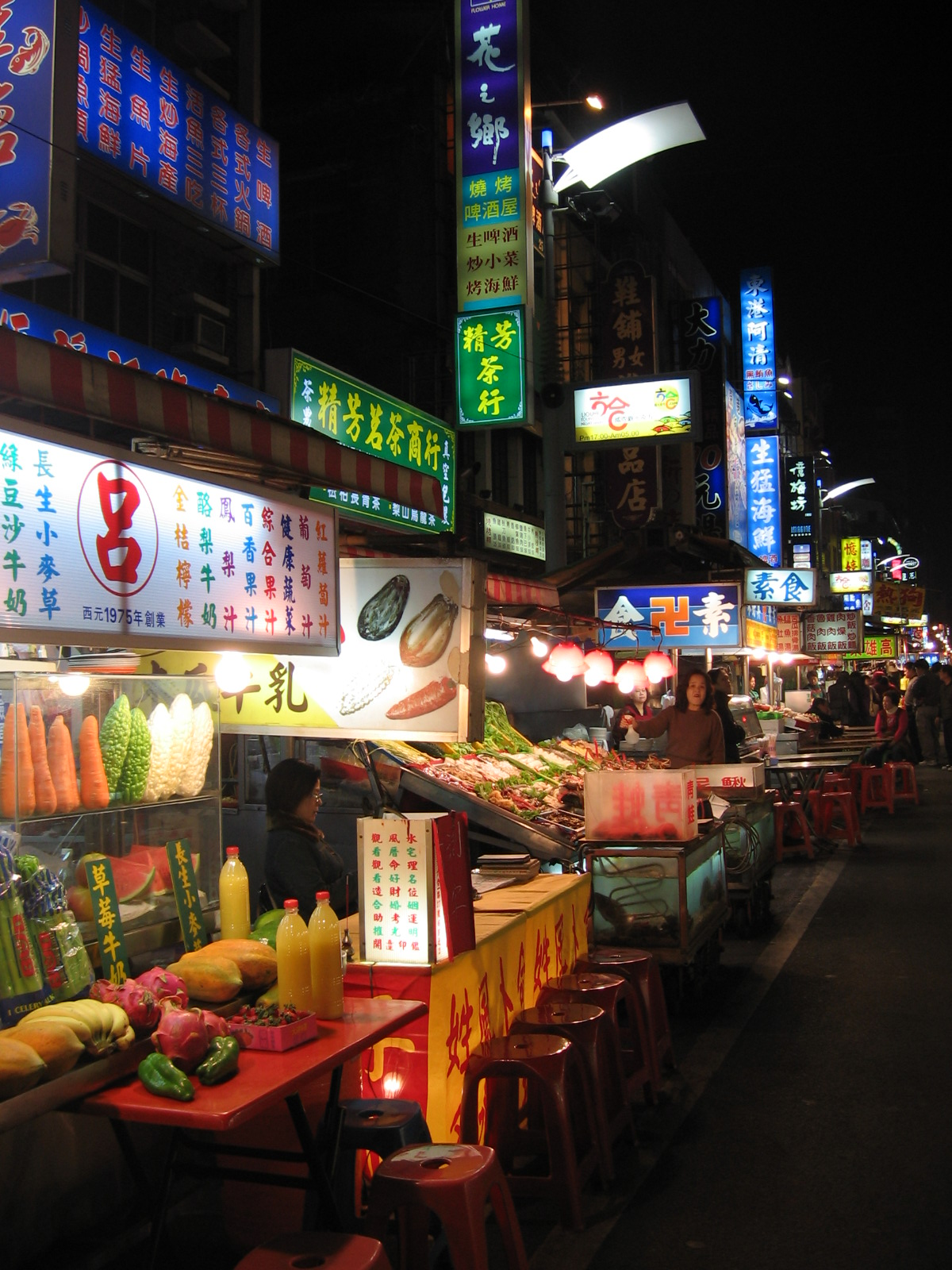
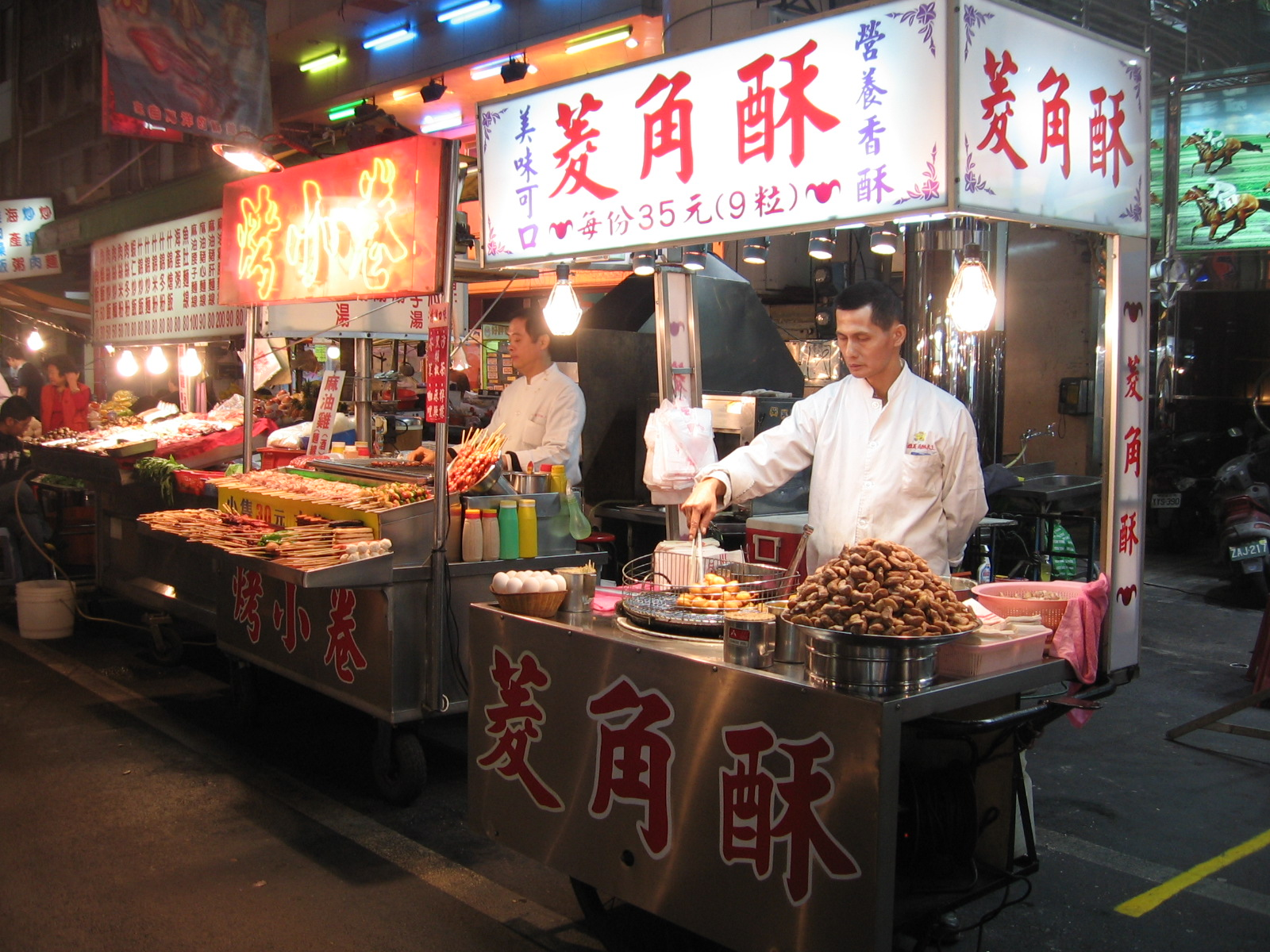

## 舞台となった作品
※発表年月日順。
- カミカゼ野郎 真昼の決斗（1966年）- 主人公（千葉真一）が警察官に尋問されるシーン

## 参照
1. ↑  六合観光夜市 Welcome to Taiwan 交通部観光局日本語サイト
2. ↑  “特色夜市選拔出爐　士林、六合並列「最有魅力」” (繁体字中国語) (2010年8月24日). 2012年9月2日閲覧。